# Marcia Barrett
Marcia Barrett (Saint Catherine (Jamaica), 14 oktober 1948) is een Jamaicaans-Britse zangeres en vooral bekend als origineel lid van de Duitse discogroep Boney M.

## Achtergrond
Barrett verbleef tot haar vijftiende in haar geboorteland Jamaica. In 1963 emigreerde ze naar Engeland en werd Croydon haar woonplaats. Na haar schooltijd werkte ze als secretaresse. Rond haar twintigste vestigde ze zich in Duitsland waar ze begon te werken als danseres. Ze begon haar opgezette show te combineren met zang en werd al gauw ontdekt. Half jaren zeventig werd ze lid van Boney M., een groep die wereldfaam kreeg. 

## Begin carrière

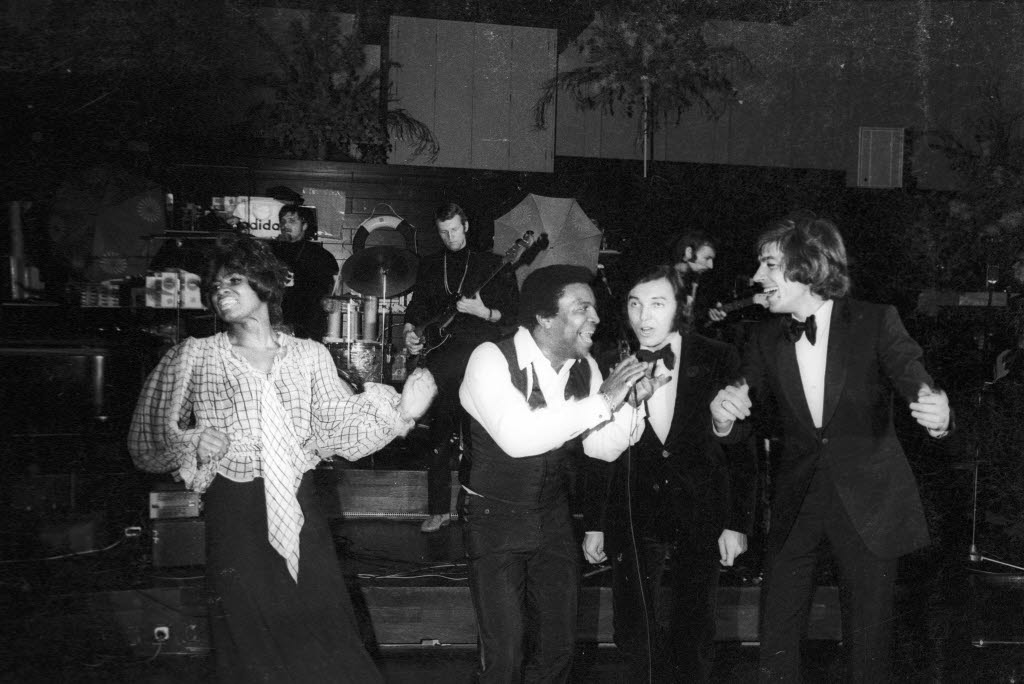
Marcia Barrett met de zangers Roberto Blanco, Karel Gott en Bata Illic in 1971 (van links naar rechts)

Barrett startte eind jaren zestig haar carrière in de Duitse entertainmentwereld. Ze werkte als danseres in de Top Ten Club/Discothek Top Ten in Hamburg. Er werd haar gevraagd om te laten horen of ze vocaal iets kon voorstellen door wat met platen mee te zingen. Het publiek vond het klinken en zo werd de Top Ten Club de locatie waar ze haar zangkunst begon te ontwikkelen. Ze zong nummers als Big Spender van Shirley Bassey en het gospel-achtige Oh, Happy Day. Ze werd een volwaardig artiest. Toeren door Duitsland met gerenommeerde sterren als Karel Gott en Rex Gildo volgden. In 1971 werd de single Could be Love uitgebracht. Achter deze opname zat de Duitse zanger en componist Drafi Deutscher die voor haar ook destijds een nummer getiteld Londonderry componeerde wat later tijdens haar Boney M.-periode onder de titel Belfast een grote internationale hit werd.

## Boney M.

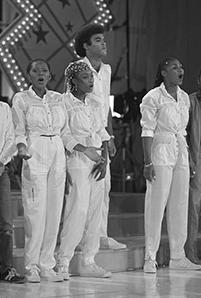
Boney M. in 1981 tijdens de Showbizzquiz (Barrett rechts)

Eind 1974 produceerde en zong de Duitser Frank Farian het nummer Baby, do you wanna bump. Het werd februari 1975 uitgebracht onder de naam Boney M., een niet bestaande groep. Succes in Duitsland bleef uit zodat er toch artiesten gezocht werden die het nummer konden promoten. Na een pre groep was er wat standvastigheid toen de groep bestond uit Bobby Farrell, Maizie Williams, Claudja Barry en Sheyla Bonnick. Sheyla Bonnick verliet dit viertal. Het was Barrett die haar plaats innam. In de versie met Barrett kwam Boney M. voor het eerst afgebeeld in de media, te weten een Duitse krant. In Nederland werd Baby, do you wanna bump een hit en wou Toppop Boney M. in haar programma hebben. Vlak daarvoor verliet ook Claudja Barry de groep en dientengevolge waren alleen Barrett, Farrell en Williams te zien en slechts als visual performers omdat het nummer ongewijzigd was gebleven. Het bereikte nummer 12 in de Nationale Hitparade en daarnaast de top 10 in de Belgische Ultratop. Farian besloot door te gaan met Boney M. en nam als nieuw vierde lid Liz Mitchell aan in een tijd waarin hij met Barrett de nummers Take the heat off me en Lovin' or leavin' al had opgenomen. Toch werd Mitchell al op het eerste album de meest hoorbare zangeres en verzorgde Barrett in de hits voornamelijk achtergrondzang. Alleen Belfast is qua zang "Barretts" Boney M.-hit. Wel verzorgde ze ook leads op de single We kill the world maar dat had slechts in een paar landen echt succes (Zuid-Afrika en Spanje) en staat dientengevolge over het algemeen niet op verzameluitgaven van Boney M. Op de elpees zijn nog wel nummers met leadzang van haar te vinden en sommige songs zijn zelfs als solosongs te zien. Barrett kreeg het wel voor elkaar om tijdens concerten te tonen dat er ook een tweede vrouwelijke stem binnen Boney M. was: het programma had altijd twee of drie nummers met haar in de hoofdrol. Eind jaren zeventig eiste Barrett bij Farian meer leadzang op de platen. Dat pakte echter negatief uit want de eis leidde tot mindere zang. Op de latere Boney M. albums is ze dan ook nog amper te horen. Het YouTube-kanaal Søren Jensen heeft een upload gemaakt met een compilatie van Barretts zang binnen Boney M.

## Boney M.-hit Belfast
De door Drafi Deutscher geschreven Boney M.-hit "Belfast" kent een bijzondere achtergrond. Boney M. had tijdens de eerste tournees te weinig materiaal voor een vol programma. Barrett loste dat op door nummers te zingen die ze eerder zong als solozangeres. Daartoe behoorde "Big Spender" van Shirley Bassey, maar ook het door Deutscher geschreven "Belfast". Het nummer deed het goed tijdens de shows. Boney M.-producer Frank Farian werd hiervan op de hoogte gebracht en besloot het te produceren als track voor Boney M.'s tweede elpee, Love for Sale (1977). Het werd ook uitgebracht als single en met succes. In Nederland bereikte het nummer 3 in de Nationale Hitparade en ook nog eens plaats 10 in het jaaroverzicht van die lijst. "Belfast" stond eenentwintig weken in  de Europarade waarvan vijftien weken in de top10 en vijf maal op 2. In vier Europese landen wist Belfast de nummer 1 positie te behalen: België, Zwitserland, Duitsland en Ierland.

## Solocarrière
In 1980 zocht Barrett contact met platenmaatschappijen voor het uitbrengen van solomateriaal. Diverse maatschappijen waren geïnteresseerd. Kelvin James componeerde in 1981 voor Barrett You met als B-kant I'm Lonely en John Edmed zorgde voor de productie. Het liep uiteindelijk toch via Frank Farian omdat de opname geschiedde voor Frank Farian producties. In Duitsland werd het uitgebracht op het label Hansa Records zoals ook Boney M. maar in het Verenigd Koninkrijk verliep de verspreiding via Atlantic. Er werd geloofd in succes voor Barrett maar de single werd geen hit.
Vanaf 1999 werd er opnieuw solomateriaal uitgebracht, zowel albums als singles. Haar man, Marcus James (ooit gitarist in de band van Eddy Grant), waarmee ze sinds 1984 getrouwd is hielp mee met de totstandkoming van de composities en productie. Stappen werden ondernomen om een doorbraak te verkrijgen. Zo werd er in 2005 opgetreden in het Duitse ZDF-Fernsehgarten met het nummer "Come Into My Life" en er werd in 2012 een video gemaakt voor de promotie van de single "A Boy like You". Het werd echter geen commercieel succes.

## Sporadisch optredend
Boney M.-leden Liz Mitchell en Maizie Williams treden al jaren (Bobby Farrell trad) regelmatig op met eigen Boney M.-formaties. Barrett, die twee perioden van kanker heeft doorstaan maar uiteindelijk weer kracht kreeg voor optredens, doet dit slechts af en toe. Ze treedt op met haar man Marcus en twee toegevoegde zangeressen. Van haar Boney M.-versie zijn dan ook maar weinig video's op You Tube te vinden.

## Vocale bijdrage Boney M.

### Leadzang op de Boney M. tracks
- Take the heat off me (1976)
- Lovin' or leavin' (1976)
- Belfast (1977)
- Silent lover (1977)
- King of the road (1978)

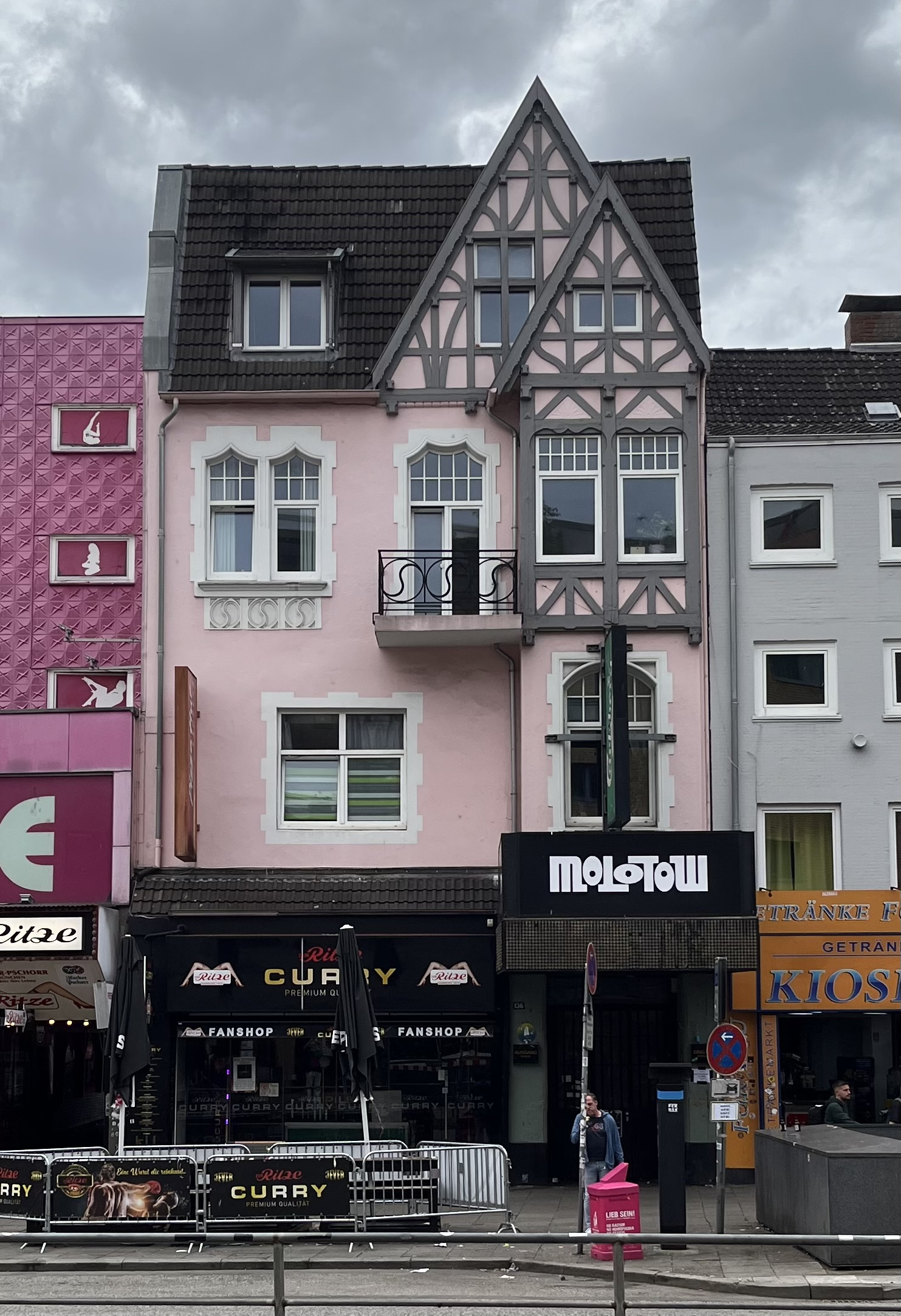
Het Hamburgse gebouw anno 2011 waarin tot 1994 de Top Ten Club was gevestigd waar Barrett eind jaren zestig succesvol begon te experimenteren met zang. Sinds 2025 is de club na vele eigenaarswisselingen en naamswijzigingen bekend onder Molotow.

- Never change lovers in the middle of the night (1978)
- Let it all be music (1979)
- No time to lose (1979)
- We kill the world (1981)

### Achtergrondzang op Boney M.
- Gehele Repertoire van 1976 t/m 1983 
 (uitgezonderd nummers waarop Farian alleen zingt, de nummers I'm born again en Perfect en slechts zang op enkele nummers op hun kerstalbum uit 1981)
- Repertoire van 1984 t/m 1985 
 (beperkt aanwezig op het album 10.000 Lightyears uit 1984 en ook beperkt op het album Eye Dance uit 1985 en niet op de singles Kalimba de luna en Happy Song.)

## Discografie solo uitgaven

### Albums
- 1999: Survival
- 2003: No War! Peace & Love (EP)
- 2005: Come into My Life
- 2021: Seasons

### Singles
- 1971: Could Be Love
- 1977: Take the Heat Off Me (een Boney M. 1976 album track)
- 1980: You
- 2005: Hey Joe
- 2009: Seeing Is Believing
- 2009: I Don’t Know Why
- 2010: Seasons
- 2011: Far Away from Lonely
- 2012: A Boy Like You
- 2013: You Can't Fight While You're Dancing